# Имхопанг
Имхопанг (англ. Imhopang) — известный русскоязычный DIY панк/хардкор фанзин и инди-лейбл, базирующийся в Москве. Название является отсылкой к «АЗЪ ИМХО ПАНГ», популярному выражению посетителей сайта www.punx.ru 2002—2003 гг. Фанзин/лейбл/дистро ИМХОПАНГ является некоммерческим проектом, главная цель которого — это распространение информации об этике и культуре панк-рока.

## Фанзин
Данный фанзин является открытой площадкой для выражения мнения любого участника панк/хардкор-сцены. Появился на волне количественного роста фанзинов в России, в аналогичное время вышли такие издания, как: «АРМАТУРА» (Дубна), «МОЙ ПАПА СОБАКА» (Петрозаводск), «ROD SVART» (Пермь), «СЕРЕГА РОКЕР» (Волгоград), «SPUNKCORE» (Воронеж), «БЕЗ НАЗВАНИЯ», «INSOMNIA», «ТРЕПЕТНО СИНЕЕ» и «INTERPRITATION» (последние четыре — Москва). ИМХОПАНГ является первым фанзином, издатели которого решили печатать большим тиражом, не в пример другим авторам, делавшим журнал тиражом в среднем около 20-100 экземпляров. При всем при этом журнал остаётся известным лишь в узких кругах панк/хардкор-сцены. Журнал является коллективным творчеством, координация по составлению материалов осуществляется посредством Интернета. Образцы журнала хранятся в библиотеках самиздата Минска, Киева, Пуатье и Москвы. Фанзин распространяется DIY-активистами и книжными магазинами в более чем пятидесяти городах России, Украины, Белоруссии и Литвы. Уже вышли следующие номера:
№ 1
Интервью: БОГИ (инди-рок, Краснодар), CUT’N’RUN (хардкор, Санкт-Петербург) и ПРОВЕРОЧНАЯ ЛИНЕЙКА (стрейт эдж хардкор, Москва). Тираж — 68 экземпляров. Макет сделан по технологии «вырезал-наклеил». Ручное оформление обложки. 4 страницы, формат А2. Дата выхода — ноябрь 2005 г.
№ 1.25
Интервью: KING-KONGS (гараж-панк, Санкт-Петербург), АЙБАТ ХАЛЛЯР (панк-рок, Уфа), РОБОТЫ (электро, Москва) и CRUCIFIED KIDS (панк, хардкор, Брянск). Обзоры панк/хардкор-сцен Краснодара, Новосибирска и Татарстана. В номере несколько десятков авторских колонок и рецензий, а также повествуется о лондонском фрик-квартале Камден, девушках в хардкоре, взаимосвязи олимпиады и политики, путевых записках о поездке по Германии, истории peace-панк банды A.P.P.L.E. (Нью-Йорк), и статья-ликбез по гараж-панк музыке. В целом получил положительные отзывы.
Тираж — 666 экземпляров, известно также о самостоятельных локальных допечатках, так как с самого выхода макет журнала находился в архиве самиздата http://diy-zine.com. Каждая обложка разрисована цветными карандашами. 64 страницы, формат А5. Дата выхода — июнь 2006 г.
№ 2
Интервью: СКАФАНДР (инструментальный дабмитал, Санкт-Петербург), ТЕД КАЧИНСКИЙ (краст-панк, Москва), ИСКУССТВО ДУШИ БЕЗОБРАЗНОЙ (стрейт эдж хип-хоп, Лобня), EARTH CRISIS (стрейт эдж веган хардкор, Сиракузы), ОСТЕРЕГАЙТЕСЬ ПОДДЕЛОК (панк-рок, Киров), OPTIMUS PRIME (скримо-хардкор, Москва), ДЖЕФФ СНЕГОВИК (анархист-рестлер, Чикаго). Обзоры панк/хардкор-сцен Поморья, Забайкалья и Поволжья. В номере несколько десятков авторских колонок и рецензий, а также повествуется об этическом шоплифтинге, здоровом вегетарианском питании, доктрине негативного хардкора, проблемах копирайта, опыте посещения нудистского пляжа, экологических и социальных проблемах в связи с сочинской олимпиадой 2014 года, этике хардлайна, скинхедах-антирасистах Нью-Йорка и рассказ теоретика анархо-примитивизма Теодора Качинского («Корабль дураков»). Вызвал множество отзывов, как положительных, так и отрицательных.
Тираж — 999 экземпляров. 120 страниц, формат A5. Дата выхода — апрель 2008 г.
№ 3
В номере: локофокс, греция в огне (записки туриста), ваня костолом, патриарх фнб кейт мак-генри, сквоты&нищебродства, русские против фашизма, письма с неволи, стрейт-эдж: трезвость и святость, тед качинский, анархистка со стажем арина с наставлениями для молодых, сетевая безопасность и самооборона (поиск аргументов), нация скинхедов, ххипхопх, обзор нашего (около)футбола и всякое-такое занудное в ещё в 25 колонках. В Москве и Петербурге состоялись презентации (хип-хоп-концерт/выставка). В основном номер вызвал позитивные отзывы. Фанзин года по версии голосования Punk Music Awards’2010. Иллюстрации из журнала были использованы для оформления Calendrier russe 2011.
Тираж — 999 экземпляров. 108 страниц, формат A5. Дата выхода — сентябрь 2010 г.
№ 0
Онлайн-проект, где собираются материалы, не вошедшие в напечатанные номера ввиду потери актуальности, нехватки места для публикации либо по другим причинам, но которые могут быть интересны читателю. На данный момент на сайте около 30 интервью и статей.

## Лейбл
Главная цель лейбла — поддержка российской DIY панк/хардкор-музыки на четких позициях против предрассудков. К 2010 году на лейбле вышли следующие релизы:
ip01: ИМХОПАНГ № 1 — фанзин, издан в ноябрь 2005 г.
ip02: ИМХОПАНГ № 1.25 — фанзин, издан в июне 2006 г.
ip03: HAPPY ANIMALS — благотворительный панк/хардкор-сборник в помощь подмосковному приюту для бездомных собак, издан в июле 2005 г. В сборнике приняли следующие коллективы: Konfuzz, Friendized kids, W.Grinders, Cut’n’run, Засрали солнце, Линейка, What we feel, CW2TP Excess, Hell-o-hill, Роботы, Hook, Ноги Вини-Пуха, Руки на одеяло, Youngsters, Бред с трибун, Fight back, Ничего хорошего, Айбат халяр, Судный день, Rectal decay, Klowns, Black baharat, Паразиты, Avrora 6542, MxTx, Током ебануло, Shokers, Вегатив, Face control, Кабзон, ComiX, Cretin boys, SxLxOxTx и Green balloons.
ip04: ИМХОПАНГ № 2 — фанзин, издан в апреле 2008 г.
ip05: МЫСЛИ ВСЛУХ — благотворительный панк/хардкор-сборник в помощь подмосковному детскому дому. В сборнике приняли следующие коллективы: Appleshout, Next Round, Pull Out An Eye, Ray, Best Enemy, Branch, Cut’n’Run, What We Feel, Devil Shoots Devil, The Bride Of Changes, Give’Em The Gun, Invisible Border, It’s a can, Klowns, 32, Last Point, MyCrazyDays, Knocks, To Tell The Truth, Together we can, Together!, Tony On The Moon, Unity of Inferior, Голод&Тётка, МойФлагСмят, ПАРТиЯ, Споры? и Don’t Give Up. Издан в январе 2009 г. совместно с CUZ I AM.
ip06: WHEEL4x «Ракеты» — дебютный альбом хардкор/трэшкор-команды из Калининграда, издан в январе 2009 г. совместно с FAST&EASY
ip07: 20000 EMO ZOMBIES , NIGHTMARE ON SESAME STREET — сплит-кассета трэшкор-команд Москвы и Ижевска с сатирической лирикой, издан в феврале 2009 г. совместно с CUZ I AM.
ip08: INVISIBLE BORDER «Так свободы гасло солнце» — дебютный альбом мелодичный хардкор-команды с личной и социальной лирикой из Москвы, издан в мае 2009 г. совместно с CUZ I AM.
ip09: ОСОКА «Едкий дым» — дебютный альбом сладж/пост-метал-команды из Ростова-на-Дону, издан в мае 2009 г. совместно с TRVS
ip10: ШЛАМ «Звуки покалеченной жизни» — альбом сладж-команды с мизантропической лирикой из Киров, издан в августе 2009 г. совместно с DAILY REVOLUTION.
ip11: BEST ENEMY , НОГИ ВИННИ-ПУХА — сплит мелодичных панк-рок команд из Москвы, издан в мае 2009 г. совместно с CUZ I AM.
ip12: STRIKE BACK «Каждый свой день…» — дебютный альбом уфимской пост-хардкор/скримо-группы с социально-персональной лирикой. Совместно с TRVS, RUMBLE FISH, СУБЪЕКТИВ, THEY LIVE!, ROAD TO FREEDOM и OLD HAT.
ip13: НОГИ ВИННИ-ПУХА «3 обезьяны» — тринадцать с половиной боевиков, баллад, увертюр и сонат малого формата в формате мелодичного панк/хардкора.
ip14: GUMILINSKI, CN ROUNDHOUSE KICK, ТОПОГРАФ!ЗЕМЛЕМЕР — Украинский эмовалейнс, немецкий скримо-хардкор и кировский пост-рок. Упаковка с картинками, рассказывает о детских грехах. Совместно с CHUCKY THE RAT.
ip15: ИМХОПАНГ № 3 — фанзин, издан в сентябре 2010 г.

## Дистро
Главная цель — это распространение DIY-продукции, в том числе музыки (компакт-диски, аудиокассеты, виниловые пластинки) и литературы (книги, фанзины, брошюры), через интернет или на концертах. Первоначальное название, Квазидистро, является объяснением политики — «как бы дистро», не всерьез. Причина кроется в том, что первоначально основными позициям были диски и журналы, полученные в обмен на первый номер фанзина, а покупатели были друзья и знакомые. Спустя время дистро помогало с оптовым распространением на территории СНГ дисков таких групп, как WHAT WE FEEL, ENGAGE AT WILL и HELL-O-HILL. Взяв весной 2007 года диски лейбла No13er дистро ИМХОПАНГ встало на широкую ногу. На данный момент ассортимент представлен около сотней позиций. Пополнение продукции происходит чаще всего при обмене с другими российскими дистрибуциями или лейблами, например Old Skool Kids, Bloodspit и Карма Мира. Дистро является постоянным участником ряда книжных ярмарок, в том числе Non/fiction и Ad Marginem.
На дистро-столе периодически бывает коробка для сбора добровольных взносов для таких инициатив, как «Еда вместо бомб», помощь детдомам и поддержка приютов для бездомных животных. Также после экологического фестиваля «Голоса за животных» при дистрибуции на постоянной основе действует для помощи подмосковному частному собачьему приюту раздел по продаже самодельного мыла и экосумок, которые являются альтернативой пластиковым пакетам.